# Lưu huỳnh dichloride
Lưu huỳnh dichloride là một hợp chất với công thức hóa học SCl2. Chất lỏng màu đỏ anh đào này là hợp chất chloride đơn giản nhất của lưu huỳnh và là một trong những chất chloride phổ biến nhất của lưu huỳnh. Nó được sử dụng làm tiền chất cho các hợp chất hữu cơ lưu huỳnh.

## Chlor hóa lưu huỳnh
SCl2 được tạo ra bằng việc chlor hóa của một trong hai chất: lưu huỳnh nguyên tố hoặc disulfur dichloride. Quá trình xảy ra trong một loạt các bước, một số trong đó là:
S8 + 4Cl2 → 4S2Cl2; ΔH = −58.2 kJ/mol
S2Cl2 + Cl2 ↔  2SCl2; ΔH = −40.6 kJ/mol
Quá trình thêm Cl2 vào S2Cl2 đã được đề xuất là tiến hành thông qua một trung gian hóa trị hỗn hợp Cl3S-SCl. SCl2 trải qua sự chlor hóa hơn nữa để cho ra SCl4, nhưng chất này không ổn định ở nhiệt độ phòng. Có khả năng là một số hợp chất SxCl2 tồn tại với x > 2.
Disulfur dichloride, S2Cl2, là tạp chất phổ biến nhất trong SCl2. Việc tách SCl2 ra khỏi S2Cl2 có thể thông qua chưng cất với PCl3 để tạo thành một hỗn hợp đẳng phí với độ tinh khiết 99%, tuy nhiên lưu huỳnh dichloride dần dần mất chlor ở nhiệt độ phòng và quay trở lại thành disulfur dichloride. Các mẫu tinh khiết có thể được lưu trữ trong các bình thủy tinh kín và tạo ra một sự gia tăng áp suất của chlor, ngăn chặn sự phân hủy này.

## Ứng dụng của SCl2trong tổng hợp hóa học
SCl2 được sử dụng trong tổng hợp hữu cơ. Nó được cộng vào alken để tạo ra các thioether có chlor thay thế. Ứng dụng minh họa là việc thêm nó vào 1,5-cyclooctadien để tạo ra một thioether hai vòng và vào etylen để tạo thành lưu huỳnh mù tạt S(CH2CH2Cl)2.
SCl2 cũng là tiền chất của một số hợp chất lưu huỳnh vô cơ. Phản ứng với muối fluoride cho SF4 thông qua sự phân hủy của trung gian lưu huỳnh difluoride. Với H2S, SCl2 phản ứng để tạo thành các sunfan "thấp hơn", như S3H2.
Phản ứng với amonia tạo ra sulfur nitride liên quan đến S4N4. Phản ứng của SCl2 với các amin bậc nhất tạo ra lưu huỳnh đimit. Một ví dụ là di-t-butylsulfurdiimide.

## An toàn
SCl2 thủy phân và giải phóng HCl. Các mẫu để lâu sẽ chứa Cl2.